# DIR EN GREY
DIR EN GREY（ディル・アン・グレイ）は、日本のヴィジュアル系ロックバンド。1997年に大阪府で結成。

## 概要
日本を始め世界各国で活動し、アルバム『UROBOROS』は世界17ヵ国で同時期発売され、米ビルボード誌の「Top Heatseekers」チャートでは1位を、「Top Independent Albums」チャートで9位をそれぞれ記録している。

### 音楽性
歌詩は初期から一貫して人間や自然の「痛み」について様々な視点から書かれている。曲ごとのテーマについて多くは語られないが「GLASS SKIN」（環境破壊）、「我、闇とて…」（聞き手やライブの観客に対してのメッセージ）など雑誌等のインタビューで京が限定的に説明を加えることがある。こういったことについて、京は「説明くさく、説教くさくなるのは好きじゃないんで」と語っている。

### 影響
DIR EN GREYがバンドとして影響を受けたのは、Deftones、THE MAD CAPSULE MARKETS、Muse、Nine Inch Nails、Pantera、Radiohead、Smashing Pumpkins、Toolである。
京は中学校1年生の時にクラスメイトがBUCK-TICKの切り抜きを持っているのを見たことがきっかけで音楽に興味を持ったと語っている。他に影響を受けたアーティストとしてはX JAPAN、中森明菜をあげている。Dieは中学時代にJUN SKY WALKER(S)とTHE BLUE HEARTSを見たことでバンドに興味を持ち、その後高校時代に見たZIGGYのコピーバンドに衝撃を受けてバンドを始めたという。薫は中学生の時にDEAD ENDや筋肉少女帯をよく聴いており、X JAPANの『BLUE BLOOD』にも衝撃を受ける。その後、高校ではD'ERLANGERやBOØWYのコピーをしていたという。Toshiyaは徳永英明がきっかけで音楽に興味を持ったと述べる。中学生の時にX JAPANの「紅」と「WEEK END」を聴いてうるさいだけで嫌いだと思っていたが、その後「ENDLESS RAIN」を聴いて見直したという。また、BOØWYを聴いたことがきっかけでギターを始めようと思ったが、弾けないという消極的な理由で高校時代にベースに転向し、ZIGGYのコピーバンドを始める。しかし、ZIGGYはベースが難しくて挫折したとも述べている。ShinyaはテレビでX JAPANを見て、中学1年生の時にバンドを始めることにしたという。
メンバーはHMVの企画で、次のようなアルバムがお気に入りだとしている。京はBauhausの『Press The Eject And Give Me The Tape』とDavid Sylvianの『Secrets Of The Beehive』、薫はThe Beatlesの『1962-1966』と『1967-1970』、DieはD'ERLANGERの『LA VIE EN ROSE』とZIGGYの『KOOL KIZZ』、ToshiyaはAlice in Chainsの『Dirt』とRadioheadの『OK Computer』、ShinyaはAIONの『Absolute』とGARGOYLEの『檄～ふれぶみ～』などをあげている。

### 容姿
結成時からメジャーデビュー以降もいわゆるヴィジュアル系である過激なメイクや衣装で活動していたが、2005年以降メイクを行わず私服/軽装で活動するようになった。メイクを止めた理由を薫は「もっと自分たちの内面を表現していきたいと思い始めた時に、そういう（派手な）格好をしていると、どんな気持ちで演奏しても同じに見えてしまうような気がした」「曲への気持ちの込め方が濃くなってきて、派手な格好では逆に曲に負けているような感じがして」と語っている。
2016年7月の『Rolling Stone Japan』誌において、リーダーの薫は自分たちが属しているシーンはヴィジュアル系シーンだとし、「結局は、そこ（ヴィジュアル系）の出なので、そこでいいかなって感じですね」と述べ、ヴィジュアル系シーンに対する自身の心境の変化を語った。同時に、「『VULGAR』を出した頃とか、その当時は出たいって思ってました。」というように、過去にヴィジュアル系シーンに対して否定的な気持ちを抱いていたことがあったことを吐露した。

### バンド名
「Dir」がドイツ語で「銀貨」、「en」はフランス語で「〜の」、「grey」は英語で「灰色」を合わせ、灰色の銀貨という意味であるとされている。
活動初期からバンド名は「Dir en grey」と表記されていたが、『凌辱の雨』以降は主に「DIR EN GREY」の表記で統一している。公式ファンクラブ名は「a knot（）」である。

### パッケージ販売へのこだわり
ストリーミングなどのデジタル配信が台頭してきている2024年現在でも、自分達の作品についてはCDやDVD・BDなどのパッケージ形態で、CDショップで店頭販売することに強くこだわっている。理由としては、メンバー自身が聴き手として「CDのブックレットなどを含めて他のアーティストが出す全ての表現を受け取りたい」という思いによる。
しかし2020年に入り、2019年コロナウイルス感染症の流行によって、CDショップにおいて安定した販売の見通しが立たないことや、ファンが確実に入手可能な形態で販売することを考慮し、同年8月3日にリリースしたシングル『落ちた事のある空』では完全音源によるデジタル配信に踏み切ったほか、2022年5月31日には、全ての楽曲のストリーミング配信を開始した。
なお、作詩者である京の意向により、デジタル配信の音源データには歌詞が表示されない。

## メンバー
※記載内容は公式サイトの「BIOGRAPHY」に準拠。
| メンバー | 担当   | 誕生日   | 血液型 | 出身地 |
| -------- | ------ | -------- | ------ | ------ |
| 京       | Voice  | 2月16日  | B型    | 京都府 |
| 薫       | Guitar | 2月17日  | A型    | 兵庫県 |
| Die      | Guitar | 12月20日 | B型    | 三重県 |
| Toshiya  | ベース | 3月31日  | B型    | 長野県 |
| Shinya   | ドラム | 2月24日  | B型    | 大阪府 |

## 経歴

### 結成 〜 インディーズ時代
1995年12月、La:Sadie's（Toshiya以外の4人のメンバーが在籍）が結成される。事実上DIR EN GREYの前身であるが、京は「あくまで再結成する気はなく解散した」と否定している。1年の活動期間を経て解散。
その後再び京、薫、Die、Shinyaの4人が集まり、新たにToshiyaを加え「人間の弱さ、あさはかさ、エゴが原因で引き起こす現象により、人々が受ける様々な心の痛みを世に広める」という意志の元、1997年2月2日に大阪で結成。
その後すぐにCOLORのボーカリストDYNAMITE TOMMYに見出され、TOMMYとイーストウエスト・ジャパンが運営する「ソルフィンステレ」よりインディーズデビュー。CDの製作〜流通、コンサートの運営などに関してはフリーウィルと契約して以降はDYNAMITE TOMMYが統括している。
結成後急速に人気を獲得し、インディーズでありながらオリコンのシングル・チャート上位に連続で作品を送り込む。1998年発表の『-I'll-』は最高7位を記録し、インディーズ史上最高記録（当時）を樹立。さらに同年11月にはメジャー・デビューを前にインディーズ・バンドとして初の日本武道館公演を実現した。

### メジャーデビュー
99年1月、X JAPANのYOSHIKIをプロデュースに迎え『アクロの丘』『残-ZAN-』『ゆらめき』のシングル3枚同時発売でメジャーデビューを果たし、すべてがオリコン・チャートのトップ10へランクインする。
同月テレビ朝日系『ミュージックステーション』に出演し「残-ZAN-」を演奏した。しかしゴールデンタイムにもかかわらず過激な選曲・演出だったことから、放送後に視聴者（特に子供を持つ主婦など）から苦情が多数寄せられた。同年の「Cage」「予感」で出演して以降、同番組には出演していない。
7月には初のフルアルバム『GAUZE』を発表。日本全国をツアーしながら9月に横浜アリーナ公演、12月末には大阪城ホール公演を実現させる。

### 『MACABRE』以降
00年、アルバム『MACABRE』を発表。民俗音楽など多くのテイストを取り入れ、独特の世界観をより色濃くした。またここまで製作時にプロデューサーを迎えていたが、『MACABRE』以降セルフプロデュースとなった。
順風満帆の活動を続ける最中、9月9日、同作発表に伴うツアー初日の演奏中に京が左耳に突発性難聴を発症し、ツアー25公演を翌年に延期・1公演の中止を余儀なくされる。3ヶ月の休養を経て、12月にツアーを再開。京は復帰に際して「（それまで一般ウケを気にしていた部分が）吹っ切れた」と語り.
01年には延期となったツアーの振替公演ののち、自身2度目の日本武道館公演を行う。
02年にはアルバム『鬼葬』を発表し、東アジア4カ国7公演（上海、香港、台湾、韓国など）を含むアジアツアーを行い初の海外進出を果たす。のべ10万人を動員し、上海では過熱した観衆の沈静化のために公安が出動するという一幕も見られた。
ツアー最終公演では3年半振りに横浜アリーナ公演を行う。

### 『VULGAR』以降 〜 欧米進出
02年の「Child prey」『six Ugly』でその兆しを見せていたが、03年発表のアルバム『VULGAR』でヘヴィロックへ大幅に接近。音楽性を激しく変化させた。
音楽性の変化とともに海外からの注目度も増し、05年のアルバム『Withering to death.』はドイツでチャート7位、フィンランドでは欧米のアーティスト以外で初めてチャートにランク（順位：31位）されるという快挙を記録した。
現地からのオファーに応え、2005年5月にベルリンで初の欧州単独公演を行い3,500人を収容の会場を完売。過度の興奮に陥ったファンが続出し、警察／消防も出動。翌日の地元紙はこの“事件”を大々的に扱った。その後欧州最大級のロックフェスティバル「Rock am Ring」「Rock im park」、「OCTOPUS ROCK FESTIVAL」への出演を果たす。
帰国後には単独ツアーの合間を縫い「Taste Of Chaos Tour Japan 2005」へ参加。THE USEDやKILLSWITCH ENGAGEらと共演する。
この頃よりメンバー全員がノーメイクで活動するようになる。

#### 2006年 - 米国進出と「THE FAMILY VALUES TOUR」参加
5月に米国での『Withering to death.』が発売が決定し、先駆けて3月に世界最大の音楽見本市「SXSW」への出演を含むツアーを行い、5000人クラスのライブ会場を完売させる。同アルバムはビルボード誌のTop Independent Albumsチャートで42位にランクインする。
5月には2度目の欧州ツアーを行う。1年ぶり2回目の「Rock Am Ring」「Rock im Park」で日本人では初めてメインステージでの演奏を行い、各日10万人の観衆の前で演奏することとなった。
帰国後、7月31日・8月1日に日本武道館公演を開催。2日分のチケットが45分で完売した。
8月4日より、KoЯn主宰の北米ツアー「THE FAMILY VALUES TOUR」計31公演へ参加、のべ60万人近い観衆の前で演奏した。
帰国後の10月14日、日本最大のヘヴィメタルフェス「LOUD PARK 06」に出演。
11月、大手音楽専門チャンネルMTVの人気番組『ヘッドバンガーズ・ボール』の視聴者投票による「トップ25メタル・ビデオ」で「朔-saku-」のミュージック・ビデオが日本人の作品として初めてノミネートされ、グランプリを獲得した。

### 2007年以降 -: 本格的な世界進出

#### 2007年 - 12カ国 121本のツアー、6thアルバム『THE MARROW OF A BONE』発表
結成10年目となる2007年からは特に世界各国での活動が顕著となり、アメリカ合衆国、イギリス、ドイツ、フィンランド、スウェーデン、デンマーク、オランダ、スイス、ポーランドなど、一日刻みの過密日程で世界中でライブを行うようになっていった。
2月、北米ツアー（全18公演）を行う。
2月7日に6枚目となるアルバム『THE MARROW OF A BONE』を世界11カ国で同時発売。米ビルボードのトップ・ヒートシーカーズチャートで8位、Top Independent Albumsチャートで21位にそれぞれランクインしている。
3月から5月にかけての国内ツアー（全21公演）を経て、6月再度アメリカに渡り「THE FAMILY VALUES TOUR」で共演したデフトーンズの北米ツアーへ参加する（全23公演）。
8月には通算3度目の欧州ツアーを行う（全10公演）。イギリスでの単独公演をはじめ、ドイツで開催された世界最大のヘヴィ・メタル・フェス「ヴァッケン・オープン・エア」など4つのロックフェスに出演。
9月から10月にかけ国内ツアーを行い（全21公演）、10月24日シングル『DOZING GREEN』を発売。オリコンチャートで自身最高位の3位を獲得する。
11月に再び欧州ツアーを行う（全6公演）。帰国後、リンキン・パークのさいたまスーパーアリーナでの日本公演にゲストとして参加。
12月、「THE FAMILY VALUES TOUR」で共演した10 yearsをサポートに迎えて国内ツアーを行う（全13公演）。
12月19日にベストアルバム『DECADE 1998-2002』『DECADE 2003-2007』を完全生産限定で発売。結成から10年を迎えた2007年の公演回数は、バンド史上最多の121公演にのぼった。

#### 2008年 - 7thアルバム『UROBOROS』発表 〜 北米ツアー、大阪城ホール公演
2008年は上半期の大半をアルバム制作準備に費やす。4月には欧州のMETAL HAMMER誌主催の音楽賞「HAMMER GOLDEN GODS 2008」のBEST INTERNATIONAL BAND部門に日本人として初めてノミネートされる。
5月には国内ツアー「DEATH OVER BLINDNESS」を行い（全16公演）、その合間を縫いhide追悼ライブイベント「hide memorial summit」に出演。自身の曲以外にhide作詞作曲の「Miscast」を演奏する。
9月10日に11ヶ月ぶりのシングル『GLASS SKIN』の発売と同時にツアー「THE ROSE TRIMS AGAIN」を開始。国内18公演、11月から12月にかけては北米22都市をまわるUSヘッドライン・ツアーを行う。
11月12日、7枚目となるアルバム『UROBOROS』を世界17カ国で同時発売。名実ともにそれまでの集大成と言える作品となり、米ビルボード誌のThe Billboard 200（アルバム総合チャート）で114位、トップ・ヒートシーカーズチャートで1位を記録する。
12月26日、MTVの『ヘッドバンガーズ・ボール』で「DOZING GREEN」のミュージック・ビデオが「トップ25メタル・ビデオ」で「朔-saku-」に続き2度目のグランプリを獲得する。
12月29日、9年振りとなる大阪城ホール公演「UROBOROS-breathing-」を行う。前回の公演時を超え1万人以上が来場した。

#### 2009年 - 15カ国 99本の「UROBOROS」ツアー
1月13日より、音楽週刊誌として世界最大の発行部数を持つイギリス「Kerrang!」誌主催の「Relentless Energy Drink Tour 2009」に参加。約1ヶ月をかけイギリス・アイルランドツアーを行う（全14公演）。
また同誌の1月24日号の表紙を京が飾る。
2月から5月にかけ、全42公演の国内ツアー「FEAST OF V SENSES」を行う。ツアー中盤では男性限定ライブを開催した他、目黒鹿鳴館で“F.O.V.S.”のバンド名でシークレット・ライブを行った。アンコールには久しく演奏されてこなかったメジャーデビュー曲「残-ZAN-」を演奏した。4月に京の声帯炎・喉頭浮腫により3公演を延期するが、全公演を完走した。
6月、再び渡欧しKILLSWITCH ENGAGEとの2マン公演などを含む欧州ツアーを行う（全15公演）。3年ぶりとなる「Rock Am Ring」「Rock im Park」を始め、イギリスの「ダウンロード・フェスティバル」、オーストリアの「Nova Rock」、スウェーデンの「Metal Town」の5ヶ所のロックフェスへ出演する。
8月、ツアー「ALL VISIBLE THINGS」を開始。国内10公演ののち、11月にチリでの単独公演・ブラジルのロックフェス「Maquinaria Festival」への出演など、初の南米公演を含む全米ツアーを行う（全12公演）。
10月28日、ミュージック・クリップ集『AVERAGE BLASPHEMY』を発売。「VINUSHKA」「AGITATED SCREAMS OF MAGGOTS」はソニー・ミュージックの方針により映像加工を行った上での収録となる。
12月2日、「残-ZAN-」のリメイク「残」を含むシングル『激しさと、この胸の中で絡み付いた灼熱の闇』を発売。オリコンチャートで自身最高位である2位を獲得した。

#### 2010年 - 日本武道館2デイズ 〜 ロシア初上陸、APOCALYPTICAとのツアー
1月9・10日、日本武道館公演「UROBOROS -with the proof in the name of living…-」を行う。最終的に『UROBOROS』発売に伴うツアーは15カ国85都市で計102公演となった。
5月には武道館公演の模様を収録したDVDを世界17カ国で同時発売する。
6月よりツアー「THE UNWAVERING FACT OF TOMORROW TOUR」を行う。
7月に国内9公演、7月25日に韓国のロックフェス「仁川ペンタポート・ロック・フェスティバル」へ出演する。
8月1日にはイギリス「Sonisphere Festival」へ参加。その後ロンドンでの単独公演を経て初のロシアでのライブ（2公演）を行う。
8月よりフィンランドのチェロ・メタル・バンド、アポカリプティカとのダブル・ヘッドラインによる北米ツアー（全16公演）を行う。
9月8日のロサンゼルス公演ではAPOCALYPTICAのステージに京が参加。同バンドの「BRING THEM TO LIGHT」でボーカルを務めた。
10月より再び国内で全10公演を行い、10月16日には「LOUD PARK 10」に2006年以来となる2度目の出演をする。PAに海外ツアー時にエンジニアを務めるリック・ディージングを迎えた。
12月、遠藤ミチロウのトリビュートアルバム『ロマンチスト〜THE STALIN・遠藤ミチロウTribute Album〜』に「ワルシャワの幻想」（THE STALINの楽曲）で参加する。他アーティストの楽曲カバーを録音状態で発表するのはこれが初となった。
12月27日から2011年1月6日にかけ、再び東名阪ツアーを行う（全6公演）。

#### 2011年 - 8thアルバム『DUM SPIRO SPERO』発表 〜 ワールドツアー
1月26日、シングル『LOTUS』を発表。
5月、ファンクラブ限定での国内ツアー「TOUR2011 DECOMPOSITION OF THE MOON」（全8公演）を行う。そこで先行披露した「DIFFERENT SENSE」を6月22日にシングルとして発表する。
8月、欧州ツアー「PARADOX OF RETALIATION」を行う。2度目となる世界最大のメタル・フェス「ヴァッケン・オープン・エア」への出演を皮切りに9カ国/全12公演を行う。
8月3日、前作から2年9ヶ月振りとなる8枚目のアルバム『DUM SPIRO SPERO』を発売。世界20カ国での同時期発売となり、米ビルボード誌のThe Billboard 200で135位、トップ・ヒートシーカーズチャートで2位を記録する。
9月13日『DUM SPIRO SPERO』購入者対象の無料企画ライブ「Ratio ducat, non fortuna -Zombie-」を川崎CLUB CITTA'で行う。
メンバー全員が「DIFFERENT SENSE」のミュージック・クリップで登場したゾンビ姿の特殊メイクで登場した。
9月から11月にかけツアー「AGE QUOD AGIS」を開始。国内で全28公演を行い、11月11日にはアルバム購入者限定ライブをTOKYO DOME CITY HALLで開催。全編をシンフォニックアレンジした演奏を披露した。
11月から1ヶ月をかけて南米での5公演を含む全米ツアー（7カ国/18公演）を行う。南米ツアーでは4年ぶりに10 yearsをサポートに迎えた。

#### 2012年 -『UROBOROS』再演 〜 活動休止、そして再始動
1月11日、『UROBOROS』の再編版『UROBOROS [Remastered & Expanded]』を発売。『DUM SPIRO SPERO』のミックスを手掛けたチュー・マッドセンによるリマスタリングが施された他、「SA BIR」のアレンジ、「HYDRA 666」と「BUGABOO RESPIRE」の追加を行った。
22日、同作の発売に伴い大阪城ホールでライブ「UROBOROS -that’s where the truth is-」を行う。内容は本編で『UROBOROS [Remastered & Expanded]』を曲順通りに完全再現、アンコールで『DUM SPIRO SPERO』の主要曲を演奏するものとなった。
2月8日、突如活動停止を発表する。長年の酷使で喉にダメージの溜まっていた京が不調を担当医師へ訴えたところ「声帯結節」及び「音声障碍（しょうがい）」と診断。3月〜4月に予定されていたアスキング・アレクサンドリア、トリヴィアムらとの北米ツアーをキャンセルするというものだった。その後、水面下では制作活動が続けられていたものの、バンドは表立った活動を完全にストップする。
6月・7月にツアードキュメント映像『TOUR2011 AGE QUOD AGIS』の前編・後編をそれぞれ発表。それに伴い、7月に京以外のメンバー出席による爆音上映会を東名阪で行う。
『DUM SPIRO SPERO』の発表から1年を迎えた8月3日、HP上でシングル『輪郭』の発売と「TOUR2012 IN SITU」の開催をアナウンス。再始動を発表した。
「IN SITU」は10月10日、ファンクラブ会員完全限定の渋谷AX公演を皮切りに無事スタート。12月25日の東京国際フォーラムまで計17公演を行う。またツアー中の10月27日、埼玉・さいたまスーパーアリーナで「LOUD PARK 12」へ2年ぶりに出演する。
12月19日、26枚目のシングル『輪郭』を発表。同時にこの作品のアートワークを京が手掛けたことが発表された。
12月31日、千葉・幕張メッセで「COUNTDOWN JAPAN 12/13」に初出演。激動の2012年を終えている。

#### 2013年 -『THE UNRAVELING』発表、再びワールドツアーへ
1月26日より国内ツアー「IN SITU -The Depiction of Reality-」を行う（計4公演）。
4月3日、通算3枚目のミニアルバム『THE UNRAVELING』を発表。活動停止期間から制作が進められていた作品で、新曲「Unraveling」と、結成最初期の楽曲で初のCD化となる「業」から05年の「THE FINAL」まで過去の楽曲を再構築した6曲で構成されている。また完全受注生産限定盤に収録の「MACABRE」は最終的にバンド史上最長の16分超の楽曲となっている。
4月5日よりツアー「TABULA RASA」を敢行。国内13公演を行い、5月12日には千葉・幕張メッセで「Ozzfest Japan 2013」に日本人アーティストのトリとして出演する。
5月24日には東京・渋谷公会堂で『THE UNRAVELING』完全受注生産限定盤の購入者限定ライヴを行う。5月16日の新木場STUDIO COAST公演直後に京が扁桃炎で緊急入院する事態となったが、本人の意志もあり医師との相談のうえ実施した。
6月には計4公演の欧州ツアーを行う。イギリス「DOWNLOAD FESTIVAL」、オーストリア「Nova Rock」にそれぞれ2度目の出演を行う。
9月よりツアー「GHOUL」を行う。国内では各公演にサブタイトルが付けられ、映像などで多角的に演出する「-mazy-」照明のみで演出する「-instinct-」を並行して開催した（計15公演）。
11月3日から24日にかけて、2年振りの北米ツアー（全14公演）を行う。大きな特色として、これまで海外では行えていなかった「プロジェクターとスクリーンを使った映像演出」をこのツアーで導入した。

#### 2014年 -『DUM SPIRO SPERO』ツアー終焉、「mode of "GAUZE"?」ツアー、9thアルバム『ARCHE』発表
1月22日に29枚目となるシングル『SUSTAIN THE UNTRUTH』を発売。5人で向き合ってセッションをしながら制作されたタイトル曲は、近年の複雑な作風から一転してシンプルな構成となった。
2月6日よりファンクラブ限定の東名阪ツアー「FINEM LAUDA」（全6公演）を行い、22日よりオーストラリアで行われるフェスティバル「SOUNDWAVE 2014」へ出演する。初のオーストラリア上陸で、全4公演を行う。
3月8日・9日に「DUM SPIRO SPERO」と題した日本武道館2デイズ公演を行う。2011年から続く『DUM SPIRO SPERO』発表に伴うツアーの集大成となった。
4月23日にドキュメンタリー映像集『TOUR13 GHOUL』を、7月16日には武道館公演の模様を収録したLIVE映像作品『DUM SPIRO SPERO AT NIPPON BUDOKAN』を発売する。
8月5日より、1999年に発表したメジャー・デビュー・アルバム『GAUZE』を軸としたツアー「TOUR14 PSYCHONNECT -mode of "GAUZE"?-」を5都市11公演で敢行。2014年はDIR EN GREYにとってメジャー・デビュー15周年となり、その記念企画として行われた。ライヴの模様を収めたDVDを、 (a knot)限定で翌年の1月下旬に発売。
12月10日に9枚目となるアルバム『ARCHE』を発売。タイトルはギリシャ語で“根源”を意味し、「SUSTAIN THE UNTRUTH」からの流れを汲んだ削ぎ落とされたアレンジの曲が多く並んだ。京によると「昔やっていたことや、昔抱いていた感情を持ち出して、今どう感じるか、今の自分達ならどう表現するのか」が制作のテーマとなり、それがタイトルに繋がったという。
アルバム発売に先駆けて、11月17日より「TOUR14-15 BY THE GRACE OF GOD」を11都市18公演で敢行。
12月23日には京都パルスプラザでROTTENGRAFFTYの15周年イベント「ポルノ超特急2014」に出演する。
また、12月29日に幕張メッセ国際展示場で「rockin’on presents COUNTDOWN JAPAN 14/15」にも出演する。

#### 2015年- ヨーロッパ〜中国に駆けての「ARCHE」ツアー、「LUNATIC FEST.」出演
4月1日、約6年ぶりとなるミュージック・クリップ集『Average Sorrow』を発売。翌2日より「TOUR15 THE UNSTOPPABLE LIFE」を10都市15公演で敢行。また、5月17日よりヨーロッパツアーを開催。
6月27日、幕張メッセで行われるLUNA SEA主催のロックフェス「LUNATIC FEST.」に出演。同ステージで演奏した「空谷の跫音」でLUNA SEAのギタリストであるSUGIZOがヴァイオリンで参加した。
9月2日にはミュージック・クリップ集『AVERAGE PSYCHO 2』を発売。10日から約1ヶ月に渡ってツアー「TOUR15 NEVER FREE FROM THE AWAKENING」を9都市14公演で敢行。
11月2日、ワシントン州シアトルでの公演を皮切りに2年ぶりとなる北米ツアーを敢行。アメリカ、カナダの各都市にて全7公演を行なう。また、その日程のなかばにあたる11月7日にはメキシコに立ち寄り、“JAPAN LIVE 2015”と銘打たれたメキシコシティでのイベントにも出演。
さらに12月には北京、広州、上海の3都市を巡演する中国ツアーも実現している。
2015年はsukekiyo、DECAYSなどメンバー個々の動きも活発化した1年となったが、世界各地での精力的なライヴ活動を通じて、バンドの揺るぎなさが改めて実証されることにもなった。

#### 2016年 - 結成20周年に向けて〜「TOUR16-17 FROM DEPRESSION TO 」、「詩踏み」発表
1月14日よりファンクラブ限定の東名阪ツアー「TOUR16 FINEM LAUDA」(全6公演)を行う。
2月5日・6日には2年振りの武道館公演「ARCHE」を行う。12日には武道館二日来場者限定で恵比寿LIQUIDROOMにて「ARCHE -「a knot」LIMITED EXTRA-」を行い、「ARCHE」発表に伴うライブツアーを完遂した。
6月より、2年がかりでのツアー「TOUR16-17 FROM DEPRESSION TO 」を開始。「TOUR16-17 FROM〜」は、結成20周年となる2017年に向けて過去に発表してきたアルバムそれぞれを軸にしたツアーとなる。
6月3日より、第一弾として2003年発表の『VULGAR』を軸とした「TOUR16-17 FROM DEPRESSION TO [mode of VULGAR]」を5都市10公演で敢行。
7月27日にシングル『詩踏み』をリリース。表題曲はバンドの疾走感を意識して制作され、『VULGAR』ツアーで先行披露された。ミディアムテンポな曲やバラードが多くを占めた『ARCHE』の次の方向性の一端を提示するものとなった。また、カップリングにはSUGIZO（X JAPAN、LUNA SEA）のヴァイオリンをフィーチャーした「空谷の跫音 feat. SUGIZO」を収録した。
9月8日より、2011年発表の『DUM SPIRO SPERO』を軸としたツアー「TOUR16-17 FROM DEPRESSION TO [mode of DUM SPIRO SPERO]」を台湾を含む6都市11公演で敢行。
10月28日より、2002年発表の『鬼葬』を軸としたツアー「TOUR16-17 FROM DEPRESSION TO [mode of 鬼葬]」を香港を含む10都市13公演で開催。また、同ツアーでは2009年以来となる男性限定公演、2004年以来となる女性限定公演も開催。
12月25日、2年ぶりに「ポルノ超特急2016」に出演する。

### 2017年 〜 結成20周年

#### 2017年
1月13日より、2008年発表の『UROBOROS』を軸としたツアー「TOUR16-17 FROM DEPRESSION TO [mode of UROBOROS]」を7都市9公演で開催。
4月5日より、2007年発表の『THE MARROW OF A BONE』を軸としたツアー「TOUR16-17 FROM DEPRESSION TO [mode of THE MARROW OF A BONE]」を初となる沖縄を含む8都市11公演で開催。
4月15日、氣志團主催のフェス「THE GREAT ROCK’N'ROLL SEKIGAHARA 2017」に出演。
7月7日・8日、PIERROTとの対バンライブ「ANDROGYNOS」を横浜アリーナで開催。
7月15日より、2000年発表の『MACABRE』を軸としたツアー「TOUR16-17 FROM DEPRESSION TO [mode of MACABRE]」を6都市10公演で開催。
9月2日より、2005年発表の『Withering to death.』を軸としたツアー「TOUR16-17 FROM DEPRESSION TO [mode of Withering to death.]」を8都市13公演で開催。
9月13日に発売のD'ERLANGERトリビュートアルバム『D’ERLANGER TRIBUTE ALBUM ～Stairway to Heaven～』に、DIR EN GREYとして参加

#### 2018年
4月25日、結成20周年を迎えてから初となるシングル『人間を被る』リリース。オリコン週間シングルチャートでは「SUSTAIN THE UNTRUTH」以来となるトップ10入り(5位)を記録。
6月23日、二度目となる「LUNATIC FEST.」へ出演。
9月26日、『ARCHE』以来、およそ4年振りとなるフルアルバム『The Insulated World』をリリース。通算10作目となるオリコン週間チャートのトップ10入りを記録し(6位)、『GAUZE』以降、メジャーでリリースされたフルアルバムは全てオリコントップ10入りを果たした事となった。

#### 2019年
3月20日、Zepp Tokyo20周年を記念したイベント「Zepp Tokyo 20th Anniversary～Special Live Act 5days～」が、記念日となった3月20日より5日間にわたって開催され、同所で公演数トップ3を誇る3組のうちの1組として出演した(DIR EN GREYは歴代3位。ちなみに、2位はaiko、1位はHYDE)。
6月21日、30枚目となるシングル『The World of Mercy』を、同年9月18日に発売することを発表。
10月21日、2020年1月29日に発売のBUCK-TICKのカバーアルバム『PARADE III 〜RESPECTIVE TRACKS OF BUCK-TICK〜』に、DIR EN GREYとして参加。

### 2022年 〜 結成25周年

#### 2020年
3月28日、YouTube公式チャンネルにて「The World You Live In」と題しライブを緊急生配信。KT Zepp Yokohamaから当日14時30分よりドキュメンタリー形式で現場からの様子を届けながら、19時から無観客ライブの模様をライブストリーミングで世界に向けて配信した。コロナ規制による策。

#### 2022年
5月31日、インディーズアルバム『MISSA』から2018年発売のアルバム『The Insulated World』までの、全298曲のサブスクリプションサービスを解禁。
6月15日、11枚目のアルバム『PHALARIS』を発売。

### 2024年 -: メジャーデビュー25周年

#### 2024年
1月17日、メジャーデビュー25周年を記念してデビューシングル3作を再構築した音源を収録したシングル『19990120』を発売。

## ディスコグラフィー
オリジナルアルバム
1. GAUZE （1999年）
2. MACABRE （2000年）
3. 鬼葬 （2002年）
4. VULGAR （2003年）
5. Withering to death. （2005年）
6. THE MARROW OF A BONE （2007年）
7. UROBOROS （2008年）
8. DUM SPIRO SPERO （2011年）
9. ARCHE （2014年）
10. The Insulated World （2018年）
11. PHALARIS （2022年）

## タイアップ一覧
| 使用年 | 曲名              | タイアップ                                                                             |
| ------ | ----------------- | -------------------------------------------------------------------------------------- |
| 1998年 | -I'll-            | TBS系『ワンダフル』内アニメ『浦安鉄筋家族』オープニングテーマ（17発目 - X発目）        |
| 1999年 | アクロの丘        | TBS系『COUNT DOWN TV』1999年2月度エンディングテーマ                                    |
| 1999年 | 残-ZAN-           | テレビ朝日系『人気者でいこう!』エンディングテーマ                                      |
| 1999年 | ゆらめき          | TBS系『ワンダフル』内アニメ『日本一の男の魂』オープニングテーマ                        |
| 1999年 | 予感              | 読売テレビ・日本テレビ系ドラマ『女医 NOTHING LASTS FOREVER』エンディングテーマ         |
| 2000年 | 脈 (8½ convert)   | TBS系『COUNT DOWN TV』2000年2月度エンディングテーマ                                    |
| 2000年 | 太陽の碧          | TBS系『エクスプレス』お天気コーナー使用曲                                              |
| 2001年 | embryo            | テレビ東京系『たけしの誰でもピカソ』エンディングテーマ                                 |
| 2002年 | Child prey        | テレビ東京系『ミミヨリーナ』エンディングテーマ                                         |
| 2002年 | Child prey        | テレビアニメ『グラップラー刃牙』英語版オープニングテーマ                               |
| 2002年 | umbrella          | テレビ朝日系『モンキー!!モンキー!!』エンディングテーマ                                 |
| 2003年 | audrey            | 映画『SEMI-鳴かない蝉-』主題歌                                                         |
| 2006年 | CLEVER SLEAZOID   | 映画『DEATH TRANCE』エンディングテーマ                                                 |
| 2006年 | Deity             | 映画『DEATH TRANCE』挿入歌                                                             |
| 2006年 | THE IIID EMPIRE   | 映画『DEATH TRANCE』挿入歌                                                             |
| 2006年 | INCREASE BLUE     | 映画『DEATH TRANCE』挿入歌                                                             |
| 2010年 | VINUSHKA          | アメリカ映画『サバイバル・オブ・ザ・デッド』日本版イメージソング                       |
| 2011年 | 残-Wizardry Ver.- | オンラインゲーム「Wizardry Online」テーマソング                                        |
| 2015年 | Un deux           | テレビ東京系『ヨソで言わんとい亭〜ココだけの話が聞ける（秘）料亭〜』エンディングテーマ |
| 2015年 | Un deux           | カプコン ゲームソフト「バイオハザード リベレーションズ2」TV-CMソング                   |
| 2022年 | 朧                | TVQ九州放送『BARKUP TV』2022年1月度テーマソング                                        |
| 2024年 | The Devil In Me   | アメリカ映画『テリファー 聖夜の悪夢』日本版イメージソング                              |